# Via pedonal e ciclável

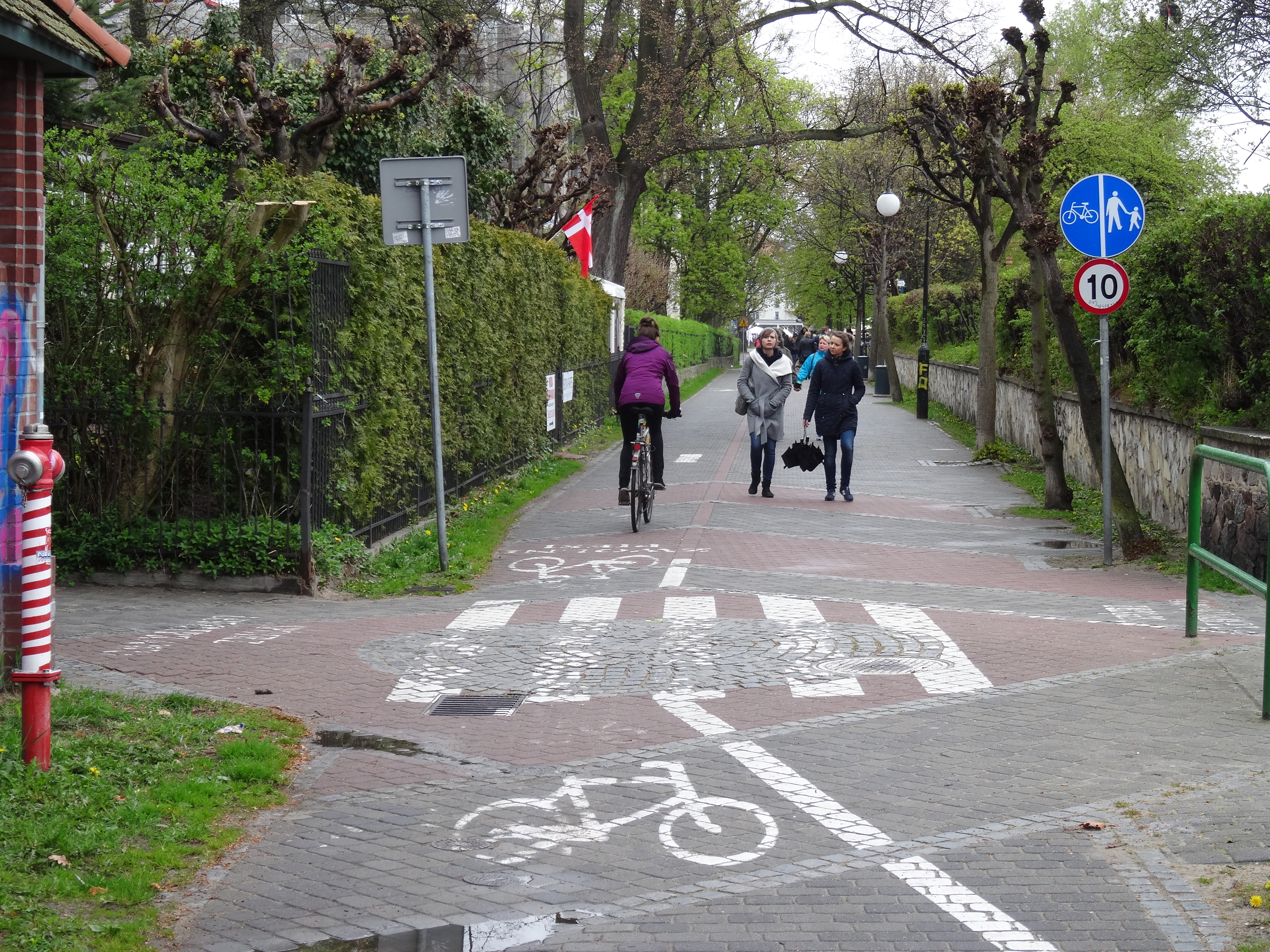
Via pedonal e ciclável na Polónia

Uma via pedonal e ciclável é uma via de comunicação reservada a peões e bicicletas e fisicamente separada do trânsito motorizado.